# NGC 4144
NGC 4144 is een balkspiraalstelsel in het sterrenbeeld Grote Beer. Het hemelobject werd op 10 april 1788 ontdekt door de Duits-Britse astronoom William Herschel.

## Synoniemen
- UGC 7151
- MCG 8-22-77
- ZWG 243.48
- IRAS 12074+4644
- PGC 38688